# Xavier Mathias
Xavier Mathias est un auteur, agriculteur, musicien et formateur autour de l'agroécologie et de la permaculture, né en France le 22 septembre 1970. 

## Biographie

### En tant que musicien
Il a été parolier et bassiste dans les années 2000 au sein de Untel, lui et l'autre. Il produisait ses disques avec Frédéric Nobileau.

### En tant que maraîcher et spécialiste de la permaculture
Il a été maraîcher biologique à Chédigny en Indre-et-Loire. Il est ensuite devenu producteur de plants et de semences bio. Il est actuellement formateur en permaculture pour l'association Fermes d'avenir depuis 2018, ainsi que pour le Potager du Roi à Versailles, et enseigne à l’école du Breuil. Il est également journaliste pour Rustica Hebdo,,.

## Ouvrages
Il a écrit de nombreux livres . 
- Produire des légumes en hiver - Même sans abri, Ulmer, 2022
- Le potager d'un frimeur  - Toi aussi deviens une star grâce aux légumes, Terre Vivante Editions, 2020
- Faire connaissance avec les légumes : je passe à l'acte, illustrations de Cécilia Pepper, Actes Sud ; "Kaizen", 2019
- La vie érotique de mon potager, préface d'Anna Gavalda, Terre vivante, 2019
- Faites pousser et dégustez vos protéines !  : légumes et plantes sauvages, avec François Couplan, Larousse, 2019
- Un sol vivant : le connaître et le comprendre, pour un jardin en permaculture ,"Rustica" éditions, 2018
- Faire progresser son potager en permaculture (2018)
- Le temps du potager (2018)
- Au cœur de la permaculture (2017) [7]
- Potager en lasagnes (2017)
- Légumes vivaces pour un potager perpétuel (2017)
- Le temps du potager (2017)
- Des salades toute l'année dans mon jardin (2016)
- L'encyclopédie Flammarion du potager et du jardin fruitier (2016)
- Les idées reçues du jardinier (2014)
- Le potager selon Xavier (2014)
- Les tomates ? (2013)
- Les courgettes ? (2013)
- Légumes vivaces pour un potager perpétuel (2012)
- Le traité "Rustica" des variétés potagères (2012)
- Récolter + et + longtemps (2011)
- Semis & plantations (2011)
- Le sol (2010)
- Délicieux légumes pour jardiniers curieux (2010)
- Le potager d'Alix de Saint Venant au château de Valmer (2010)
- Courges et cucurbitacées (2009)